# Kemble
Kemble – wieś w Anglii, w hrabstwie Gloucestershire. Leży 26 km na południowy wschód od miasta Gloucester i 133 km na zachód od Londynu.